# Langelot chez les Pa-pous
Langelot chez les Pa-pous est le douzième roman de la série Langelot, écrite par le Lieutenant X. Le roman a été édité pour la première fois en 1969, dans la Bibliothèque verte, où il porte le numéro 403.

## Personnages principaux
- Agents secrets
  - Langelot : orphelin, agent du Service National d'Information Fonctionnelle (SNIF), blond, 1,68 m, mince, « traits menus mais durs »
  - Le capitaine Montferrand, chef de la section Protection du SNIF
  - Le capitaine Mousteyrac

- Les chefs de Radio-Équipe (appelés « Haroun Al Rachid »)
  - Léo Aron
  - Albert Flipo
  - Rachid Gouraya

- Les chanteurs « anciens »
  - Ricardo
  - Bibiche
  - Marinette
  - Pierrot

- Les chanteurs « nouveaux »
  - Francia
  - Julio
  - Greg

- La famille Pernancouët
  - M. Pernancoët (père)
  - Ses cinq fils : Yves, Hervé, Yan, Corentin, Tugduald.

## Résumé
Dans le cadre d'une banale mission de surveillance, Langelot est placé sous les ordres du capitaine Mousteyrac. Ce dernier, étrangement, semble se passionner pour les programmes de Radio Équipe, une radio pirate logée dans un navire croisant dans les eaux internationales. Ses chanteurs, connus par leurs prénoms ou par des pseudonymes, paraissent tous assez jeunes et sympathiques.
Ce soir là, Mousteyrac et Langelot sont chargés d'empêcher une équipe d'espions industriels de dérober la moto volante (appelée « la Bretonne ») et les plans afférents de l'ingénieur Pernancoet, un ancien camarade du professeur Roche-Verger.
Effectivement, la nuit même, une équipe plutôt bien entraînée tente le cambriolage. Mousteyrac réussit à en capturer une partie, tandis que Langelot parvient à filer ceux qui se sont enfuis et à prendre des photos.
Dans la mesure où le commanditaire de la tentative de cambriolage n'est autre que l'un des trois principaux animateurs de la radio pirate, Langelot est désigné pour participer à une nouvelle mission, intitulée Clé de Sol : devenir candidat au casting de Radio Équipe pour infiltrer la radio.
Le voilà donc inscrit au casting, où il fait connaissance de la jeune et jolie Francia, de Julio, ainsi que du sournois Greg. Il est accueilli par le trio dirigeant de la radio : Haroun, Al et Rachid.
Bien que chantant faux, le jeune homme n'est pas à court d'idées pour trouver des thèmes de chansons. S'attendant à ne pas être sélectionné, quelle n'est pas sa surprise d'apprendre qu'il est appelé à rejoindre l'équipe de chanteurs. Il constate assez vite qu'il a été choisi pour ses capacités à cogner et à cambrioler, les chefs de la radio voyant en lui un jeune délinquant à la dérive pouvant servir d'homme de main. Langelot fait au total deux ou trois passages à la radio, où il prend la parole sous le pseudonyme de Séraphino (compte tenu de son jeune âge, de sa tête blonde et de son regard naïf).
Après des aventures où s'entremêlent action et manipulation, Langelot parvient à « intoxiquer » les trois membres de Radio Équipe en leur remettant des plans de la moto falsifiés. S'ensuit une riposte rapide et violente des commanditaires du trio, appartenant à un organisme d'espionnage privé appelé SPHINX, fort mécontents d'avoir reçu des documents erronés. Le commodore Burma, du SPHINX, surgit en sous-marin et annonce aux personnes du navire que des mesures sévères vont être prises. Néanmoins Langelot parvient à activer une charge explosive, qui a pour conséquence de couler le navire abritant Radio Équipe.
Le trio de Radio Équipe est emporté dans le sous-marin ; Greg, qui tout au long du roman avait été chargé de surveiller Langelot, est lui aussi emmené par les hommes du SPHINX.
Langelot et ses camarades de Radio Équipe sont sauvés in extremis de la noyade par des hélicoptères de la marine française.

## Remarques autour du roman
- Dans cet épisode la « musique Pa-pou » (c'est-à-dire la musique Yéyé), ainsi que les émissions de radio-crochet à succès en prennent pour leur grade avec un étalage de paroles navrantes ânonnées par des jeunes chanteurs pris en otage par leur compagnie aux pratiques de gangsters.
- C'est dans cet épisode qu'apparaît pour la première fois le SPHINX, défini comme étant « un groupement très puissant, une organisation d'espionnage plus dangereuse que toutes celles auxquelles nous nous sommes heurtés jusqu'à présent » (seconde partie, chapitre 11). Le commodore Burma, agent du SPHINX, fait aussi sa première apparition dans le roman.
- Greg, qui est emporté par le commando du SPHINX, fera une courte apparition dans un roman de la même série publié l'année suivante et intitulé Langelot et les Cosmonautes.
- On retrouvera aussi Julio, devenu chanteur à succès, dans le roman Langelot garde du corps, dans lequel Langelot devra persuader Julio de l'embaucher provisoirement en tant que garde du corps et de subir une tentative d'assassinat fictive au cours d'une tournée musicale au Brésil. Le chanteur sera cité aussi incidemment dans le dernier roman de la série, Langelot donne l'assaut (1985) où l'auteur indique que Julio est connu pour sa chanson Sys-tole Dias-tole[1].

## Les différentes éditions
- 1969 - Hachette, Bibliothèque verte (français, version originale), illustré par Maurice Paulin.
- 1974 - Hachette, Bibliothèque verte, illustré par Maurice Paulin.